# تحويلة ستار ميش
تحويلة ستار ميش (تحويلة النجم المضلع) هي تقنية تحليل دوائر كهربية رياضيا بغرض تحويل شبكة مقاومة معقدة إلى شبكة مقاومة مكافئة بعقدة أقل من العدد الأصلي. يعتمد التحويل على تطبيق مصفوفة كيرشوف على الشبكة. 
المعاوقة المكافئة بين عقدة A وعقدة B، تأتي من المعادلة التالية: 
{\displaystyle z_{\text{AB}}=z_{\text{A}}z_{\text{B}}\sum {\frac {1}{z}}},
حيث {\displaystyle z_{\text{A}}} هي المقاومة بين العقدة A والعقدة المركزية.
تهتم التحويلة بتحويل عدد N مقاومة إلى {\textstyle {\frac {1}{2}}N(N-1)} مقاومة مكافئة. في حالة {\textstyle N>3} تزيد عدد المقاومات.

## حالات خاصة
عندما تكون N: 
1. في حالة مقاومة وجود مقاومة متدلية، فإن التحويل يزيل المقاومة.
2. في حالة وجود مقاومتين، تؤخذ المقاومتين على التوالي ستار وتنتج مقاومة واحدة مكافئة.
3. في حالة وجود ثلاث مقاومات نستخدم تحويلة ستار دلتا.

## وصلات خارجية
- تحويلة ستار دلتا نسخة محفوظة 30 أغسطس 2009 على موقع واي باك مشين.
- حسابات ستار دلتا
- شروط تحويلة ستار ميش

فيديوهات
- إثبات تحويلة ستار دلتا.
- أمثلة على تحويلات ستار دلتا